# Camille Piché
Pour les articles homonymes, voir Piché.
Camille Piché C.R. (27 avril 1865-6 avril 1909) est un avocat et homme politique fédéral du Québec.

## Biographie
Né à Saint-Gabriel-de-Brandon dans le Canada-Est, Camille Piché étudie au collège normal Jacques-Cartier et à l'Université Laval à Montréal où il reçut un baccalauréat en droit. Après être admis au Barreau du Québec, il travailla comme avocat à Montréal dans la firme Piché & Mercier. Nommé au Conseil du Roi par le gouvernement québécois en 1904, il devint député du Parti libéral du Canada dans la circonscription de Sainte-Marie lors des élections de 1904. Il démissionna en 1906 pour devenir magistrat dans la police de Montréal. Laissée vacante, sa circonscription sera occupée par le futur maire de Montréal et libéral, Médéric Martin.